# مسك (فلم إماراتي)
مسك- فيلم دراما إماراتي، تم عرضه عام 2019م، من تأليف وإخراج: حميد السويدي.

## قصة الفيلم وأحداثه
بعد الطلاق يترك أحمد عمله في مجال إدارة المتاحف كي يتفرغ لرعاية والده المريض، وإدارة أعمال العائلة في مجال العطور الراكدة، والتي توشك علي الانهيار، وبسبب طلاقه وحالة والده الصحية، أصبح متشائماً إلى حد كبير، وناقماً على الطبيعة البشرية بما انعكس على علاقته مع ابنه المنعزل عبد الرحمن الذي يبلغ من العمر 12 عامًا، حيث لا يتفاهمان مع بعضهما كما لو كانا يتحدثان لغات مختلفة. كما يشك أحمد في الهدف وراء عودة أخته من رحلتها حول العالم، حيث يعتقد أنها عادت لتحصل على حصتها من الميراث حال وفاة والدهما، وفي الوقت نفسه تُفاجِئ طليقته الجميع برفع دعوى قضائية ضده لمنعه من رؤية ابنه، مُدعية أنها لا تريد أن يرى ابنها موت جده البطي.

## طاقم العمل
شارك في الفيلم الإماراتي "مسك" مجموعة كبيرة من الممثلين، نذكر من بينهم:
- مناهل العوضي.
- سهيل الجنيبي.
- ضاعن جمعة.
- صهيب عبدالله.
- محمد احمد
- عمرو دريكا.
- عليا المناعي
- عثمان ابو بكر.
- كاميليا عاصم.
- سلمى عزالدين

## هوامش الفيلم
- شارك الفيلم الإماراتي" مسك" في الدورة الثانية للمهرجان الدولي لسينما التنوع بالمغرب.[5]
- فيلم "مسك" حاصل علي جائزة أفضل فيلم إماراتي في مهرجان العين السينمائي بالإمارات.[3]
- شارك الفيلم في مهرجان جاغران السينمائي بالهند، كما عُرض في مهرجان الخطوط الجوية الإماراتية للأفلام القصيرة، وفي جامعة السوربون بأبو ظبي، وشهد الفيلم عرضه العالمي الأول في الدورة الـ 15 من المهرجان الدولي للفيلم عبر الصحراء بالمغرب.[3]

## روابط خارجية
- فيلم مسك علي موقع قاعدة بيانات الافلام العربية.